# HNK Goranin Delnice
HNK Goranin Delnice hrvatski je nogometni klub iz Delnica.
U sezoni 2024./25. natječe se u 1. ŽNL Primorsko-goranska.

## Vanjske poveznice
- Profil, HNS Semafor